# 1940년 미국 대통령 선거
1940년 미국 대통령 선거는 1940년 11월 5일에 실시된 미국의 대통령 선거다. 민주당의 프랭클린 D. 루스벨트와 공화당의 웬델 윌키가 출마하여 민주당의 루스벨트가 27,313,945표를 얻어 54.7%의 득표율로 당선되었다.
이 선거는 대공황과 제2차 세계대전에 치러져 관심을 모았다. 루스벨트는 기존의 관습을 깨고 3선에 도전에 38개의 주에서 이겨 성공하였는데 루스벨트는 다음 1944년 미국 대통령 선거에서 4선에 도전했고, 당선돼 미국 대통령 중 유일하게 4선 대통령이 되었다.
이 선거는 1940년 미국 상원의원 선거와 1940년 미국 하원의원 선거와 같이 치러졌다.

## 공화당

### 공화당 후보
- 뉴욕주의 사업가 웬델 윌키
- 매사추세츠주의 변호사 토머스 E. 듀이
- 오하이오주의 상원의원 로버트 태프트
- 미시간주의 상원의원 아서 H. 반덴버그
- 전 대통령 허버트 후버
- 사우스다코타주의 주지사 할란 J. 부시필드

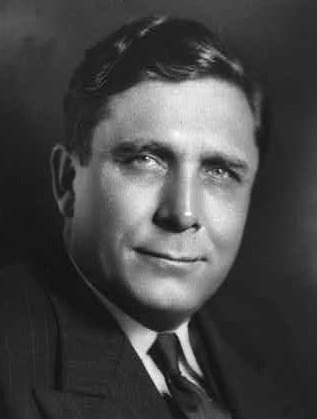
뉴욕주의 사업가 웬델 윌키
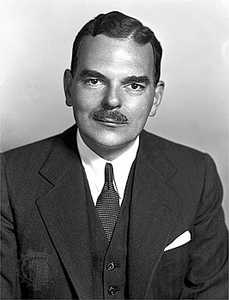
매사추세츠주의 변호사 토머스 E. 듀이
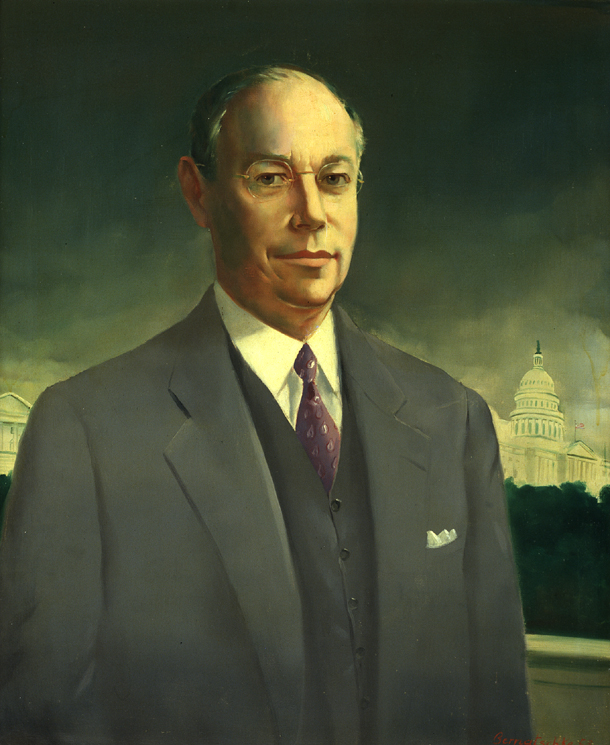
오하이오주의 상원의원 로버트 태프트
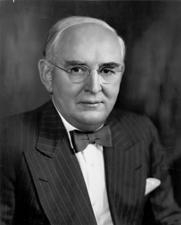
미시간주의 상원의원 아서 H. 반덴버그
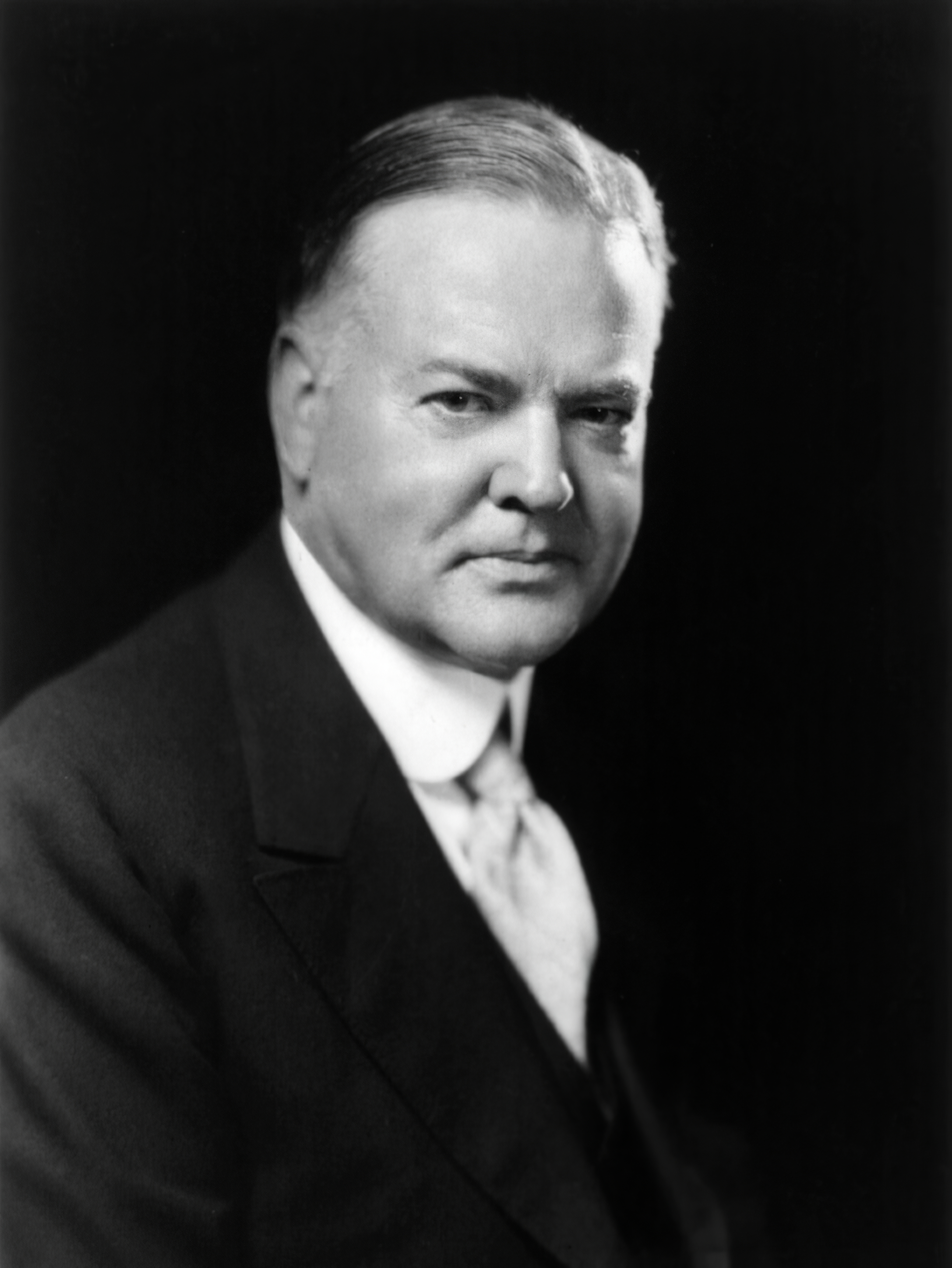
전 대통령 허버트 후버

## 민주당

### 민주당 후보

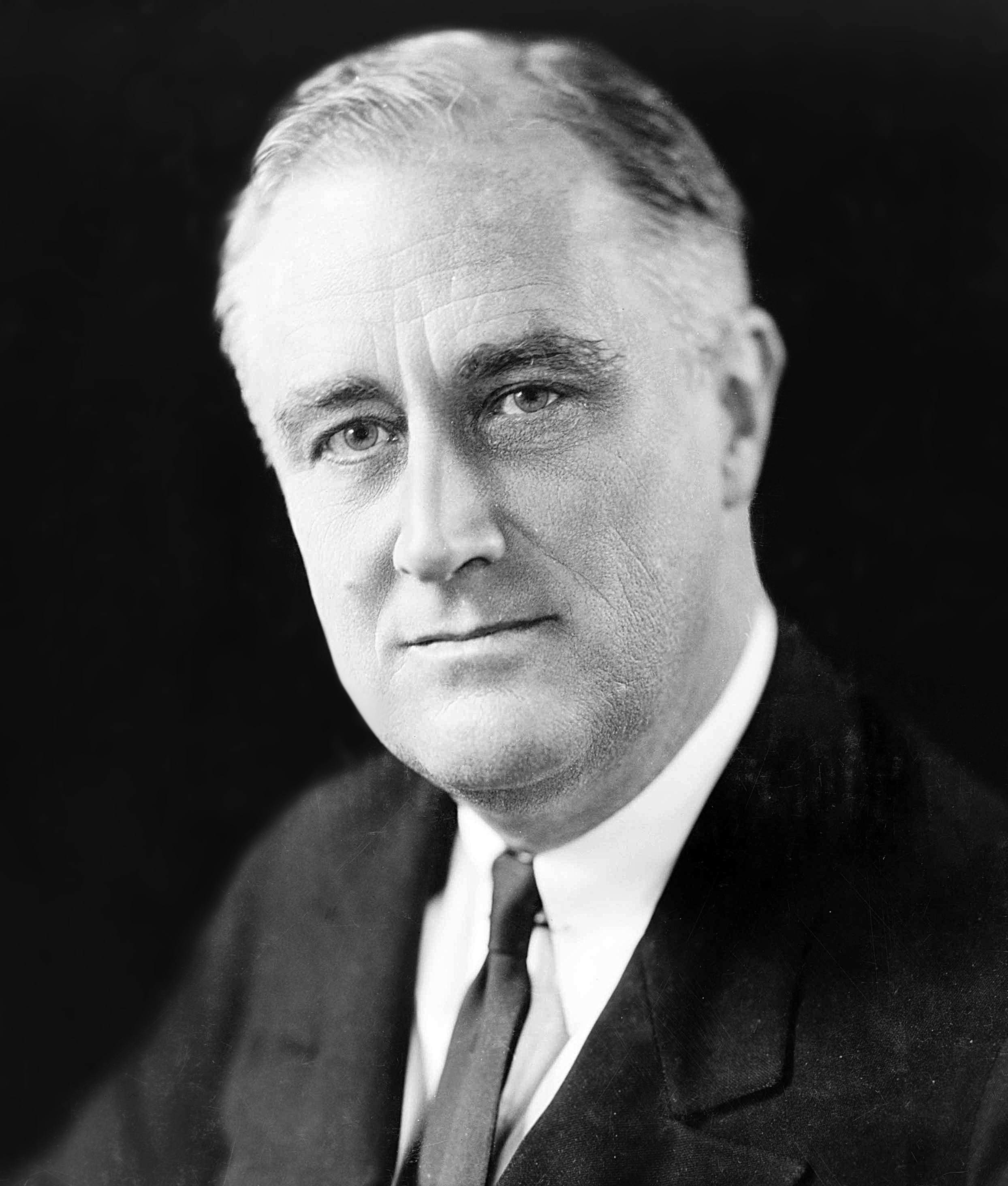
대통령 프랭클린 D. 루스벨트
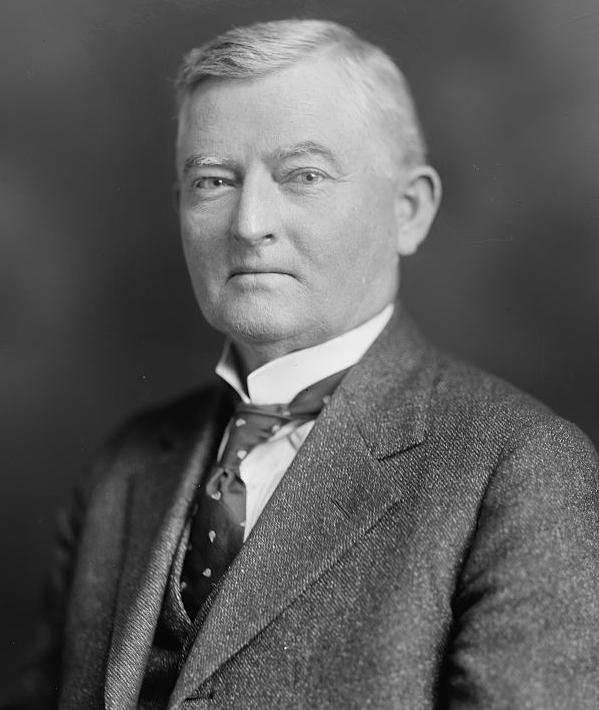
부통령 존 낸스 가너

## 선거 과정
윌키는 지금까지 역대 대통령이 2선까지 한 것에 비해 현직 대통령인 루스벨트가 3선에 도전한 것에 대해 비난하였다. 민주당 지지자 중에서도 루스벨트의 3선에 반대하는 사람들이 많았는데 윌키는 이들의 표를 얻으려고 노력하였다. 윌키는 또한 뉴딜 정책을 비판하면서 자신이 대통령이 되면 뉴딜을 더욱 효과적으로 시행할 것이라고 하였다. 그러나 선거가 치러지고 있을 때 대공황이 계속 진행되고 있었으며 미국 국민들은 윌키가 사업가 출신으로 사업가들의 영향으로 대공황이 벌어졌다고 생각하였다. 특히 윌키의 '빅 비즈니스' (Big Business) 구호는 노동자로부터 윌키가 지지를 얻지 못하였다. 이로 인해 정통 공화당 지역에서도 루스벨트가 압승을 거두는 현상이 벌어졌다. 이런 현상이 벌어진 지역에서는 윌키가 지지 유세를 할 때, 썩은 과일을 던지거나 야유를 부리기도 하였다.

### 여론 조사
| 조사 기간 | 루스벨트 (민주) | 윌키 (공화) |
| --------- | --------------- | ----------- |
| 7월       | 48%             | 42%         |
| 7월       | 44%             | 43%         |
| 8월       | 45%             | 43%         |
| 8월       | 46%             | 44%         |
| 9월       | 49%             | 40%         |
| 10월      | 50%             | 40%         |
| 10월      | 51%             | 42%         |
| 10월      | 52%             | 48%         |
| 개표결과  | 54.7%           | 44.8%       |

## 선거 결과
| 대통령 후보          | 정당       | 근거지     | 전체유권자 | 전체유권자 | 선거인단 득표 | 러닝메이트           | 러닝메이트 근거지 |  |
| 대통령 후보          | 정당       | 근거지     | 득표수     | 지지율     | 선거인단 득표 | 러닝메이트           | 러닝메이트 근거지 |  |
| -------------------- | ---------- | ---------- | ---------- | ---------- | ------------- | -------------------- | ----------------- |  |
| 프랭클린 D. 루스벨트 | 민주당     | 뉴욕       | 27,313,945 | 54.7%      | 449           | 헨리 A. 월리스       | 아이오와          |  |
| 웬델 윌키            | 공화당     | 애리조나   | 22,347,744 | 44.8%      | 82            | 찰스 L. 맥네리       | 인디애나          |  |
| 노만 토머스          | 사회당     | 뉴욕       | 116,599    | 0.2%       | 0             | 메이날드 C. 크레이거 | 일리노이          |  |
| 로저 밥슨            | 금주당     | 매사추세츠 | 57,903     | 0.1%       | 0             | 에드가 무어만        | 일리노이          |  |
| 얼 브라우더          | 공산당     | 캔자스     | 48,557     | 0.1%       | 0             | 제임스 포드          | 뉴욕              |  |
| 존 에이큰            | 사회노동당 | 코네티컷   | 14,883     | 0.03%      | 0             | 아론 오렌지          | 뉴욕              |  |
| 기타                 | 기타       | 기타       | 2,482      | 0.00%      | –             |                      |                   |  |
| 계                   | 계         | 계         | 49,902,113 | 100.00 %   | 531           |                      |                   |  |
| 당선 조건            | 당선 조건  | 당선 조건  | 당선 조건  | 당선 조건  | 266           |                      |                   |  |

### 각 주별 선거 결과
|               | 루스벨트       | 윌키         | 기타 후보     | 합 계     |
| ------------- | -------------- | ------------ | ------------- | --------- |
| 앨라배마 주   | 250,726 (11)   | 42,184       | 1,309         | 294,219   |
| 애리조나 주   | 95,267 (3)     | 54,030       | 742           | 150,039   |
| 아칸소 주     | 158,622 (9)    | 42,121       | 출마하지 않음 | 200,743   |
| 켈리포니아 주 | 1,877,618 (22) | 1,351,419    | 39,754        | 3,268,791 |
| 콜로라도 주   | 265,544        | 279,576 (6)  | 3,874         | 549,004   |
| 코네티컷 주   | 417,621 (8)    | 361,819      | 2,062         | 781,502   |
| 델라웨어 주   | 74,599 (3)     | 61,440       | 335           | 136,374   |
| 플로리다 주   | 359,334 (7)    | 126,158      | 출마하지 않음 | 485,492   |
| 조지아 주     | 265,554 (12)   | 46,360       | 997           | 312,551   |
| 아이다호 주   | 127,842 (4)    | 106,553      | 773           | 235,168   |
| 일리노이 주   | 2,149,934 (29) | 2,047,240    | 20,761        | 4,217,935 |
| 인디애나 주   | 874,063        | 899,466 (14) | 9,218         | 1,782,747 |
| 아이오와 주   | 578,800        | 632,370 (11) | 4,260         | 1,215,430 |

#### 주별 기록
두 후보 간 차이가 0~5%p인 주
1. 미시간, 0.33%p
2. 인디애나, 1.42%p
3. 위스콘신, 1.82%p
4. 메인, 2.33%p
5. 일리노이, 2.43%p
6. 콜로라도, 2.55%p
7. 뉴욕, 3.56%p
8. 뉴저지, 3.62%p
9. 미네소타, 3.83%p
10. 아이오와, 4.41%p
11. 오하이오, 4.41%p
12. 미주리, 4.77%p

두 후보 간 차이가 5~10%p인 주
1. 와이오밍, 5.93%p
2. 뉴햄프셔, 6.44%p
3. 매사추세츠, 6.75%p
4. 펜실베이니아, 6.89%p
5. 코네티컷, 7.14%p
6. 오리건, 8.07%p
7. 아이다호, 9.05%p
8. 델라웨어, 9.65%p
9. 버몬트, 9.86%p

### 선거 지도

각 주별 개표결과
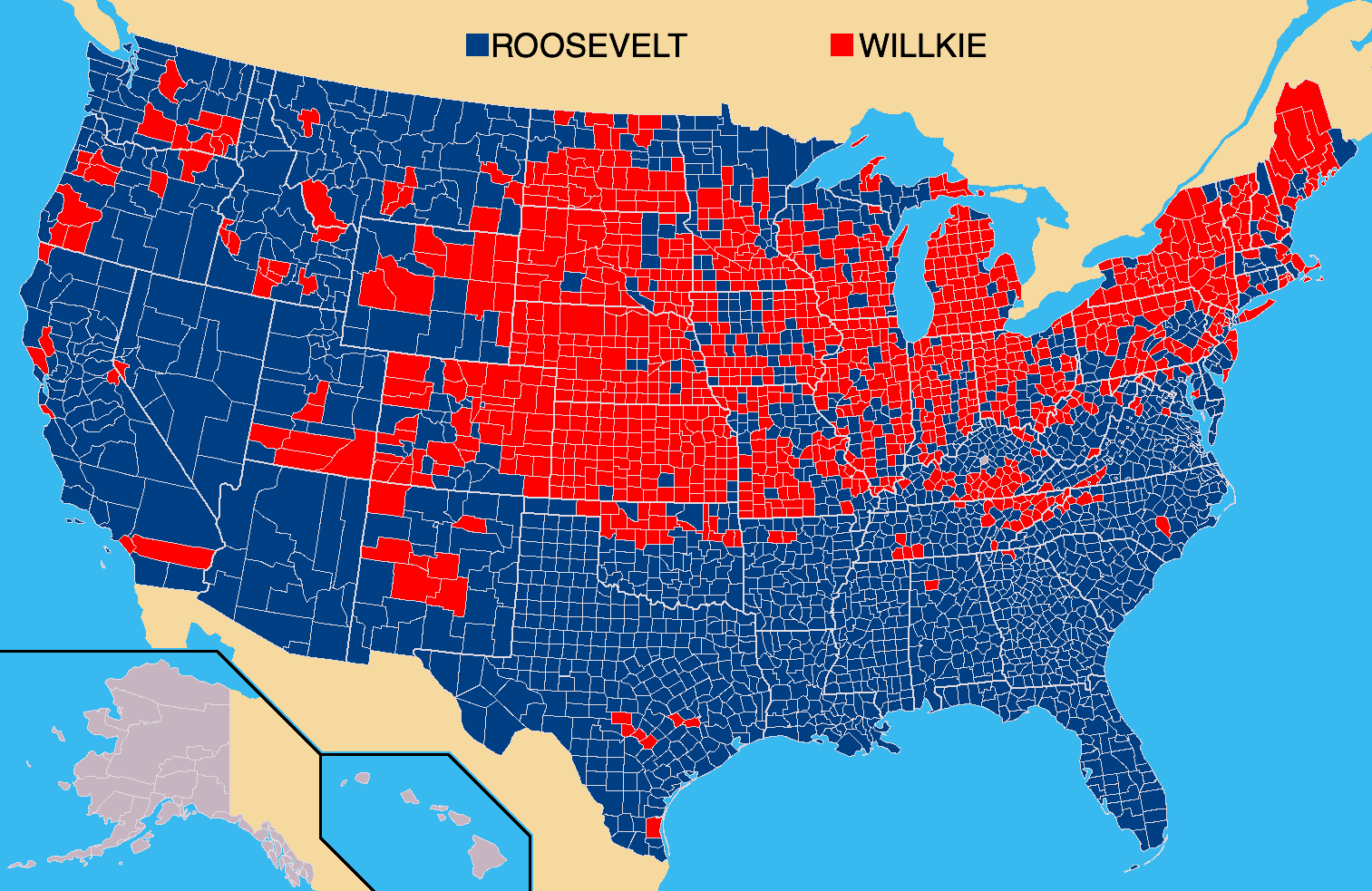
각 지역별 개표결과

## 갤러리

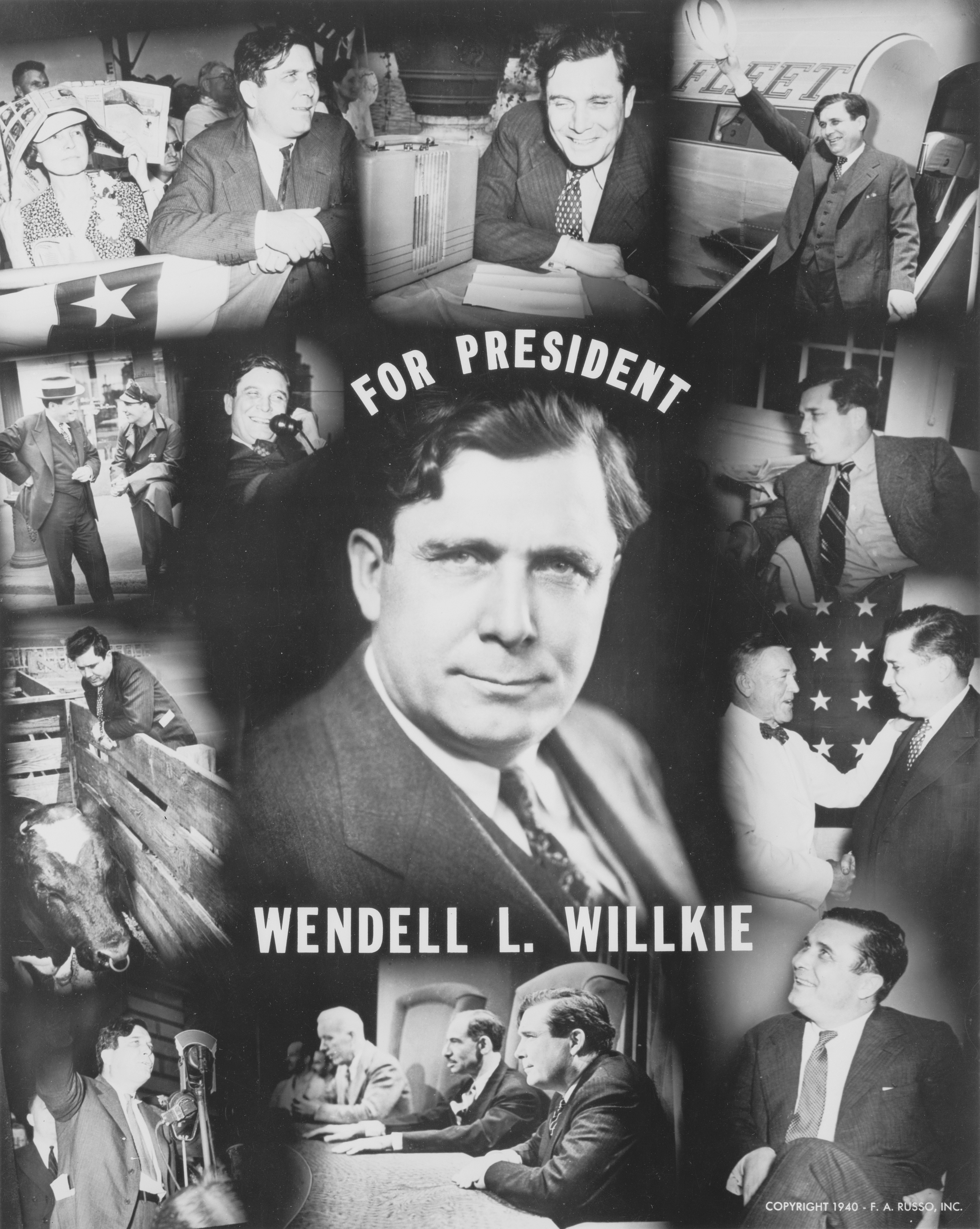
웬델 윌키의 선거 포스터
웬델 윌키 홍보 뱃지

## 참고
- James McGregor Burns, Roosevelt: The Lion and the Fox (1956)
- Ellsworth Barnard, Wendell Willkie: Fighter for Freedom (1966)
- Cole, Wayne S. Charles A. Lindbergh and the Battle against American Intervention in World War II (1974)
- Cole, Wayne S. America First: The Battle against Intervention, 1940-41 (1953)
- Doenecke, Justus D. The Battle Against Intervention, 1939-1941 (1997), includes short narrative and primary documents.
- Doenecke, Justus D. Storm on the Horizon: The Challenge to American Intervention, 1939-1941 (2000).
- Henry O. Evjen, "The Willkie Campaign; An Unfortunate Chapter in Republican Leadership", Journal of Politics, 14 (May 1952), in JSTOR
- S. Everett Gleason and William L. Langer; The Undeclared War, 1940-1941 1953 Policy toward war in Europe; pro FDR
- Grant, Philip A., Jr. "The Presidential Election of 1940 in Missouri." Missouri Historical Review 1988 83(1): 1-16. ISSN 0026-6582 Abstract: Missouri serves as a good barometer of nationwide political sentiment; The two major political parties considered Missouri a key state in the 1940 presidential election. Wendell Willkie captured 64 of the state's 114 counties, but huge majorities in the urban counties carried the state for Franklin D. Roosevelt.
- Jonas, Manfred. Isolationism in America, 1935-1941 (1966).
- Neal, Steve. Dark Horse: A Biography of Wendell Willkie (1989)
- Herbert S. Parmet and Marie B. Hecht; Never Again: A President Runs for a Third Term 1968. the major scholarly study
- Peters, Charles. Five Days in Philadelphia: 1940, Wendell Willkie, and the Political Convention That Freed FDR to Win World War II (2006)
- Ross, Hugh. "John L. Lewis and the Election of 1940." Labor History 1976 17(2): 160-189. ISSN 0023-656X Fulltext at Ebsco. Abstract: The breach between John L. Lewis and Franklin D. Roosevelt in 1940 stemmed from domestic and foreign policy concerns. The struggle to organize the steel industry, and after 1938, business attempts to erode Walsh-Healy and the Fair Labor Standards Act provided the backdrop for the feud. But activities of Nazi agents, working through William Rhodes Davis, increased Lewis' suspicions of Roosevelt's interventionist foreign policy and were important in the decision to support Wendell Willkie.
- Schneider, James C. Should America Go to War? The Debate over Foreign Policy in Chicago, 1939-1941 (1989)

## 같이 보기
- 1940년 미국 상원의원 선거
- 1940년 미국 하원의원 선거